# Ingrid Schubert

Logo de la organización a la que perteneció Schubert: RAF.

Ingrid Schubert (nacida en noviembre de 1944 - † el 12 de noviembre de 1977, Múnich, Alemania) fue una militante de la RAF. Participó en la liberación de Andreas Baader, en asaltos a entidades bancarias y en buena parte de las acciones terroristas de la primera generación de la Banda. En prisión sigue su protesta contra el Sistema Federal alemán, por medio de huelgas de hambre. Aparentemente se suicidó en prisión, ahorcándose. Se la considera la gran olvidada de la RAF.

## Vida
En marzo de 1970, Ingrid Schubert finaliza sus estudios de medicina en la Universidad Libre de Berlín con notables notas académicas. Apenas un mes después, participa junto a Ulrike Meinhof en la liberación de Andreas Baader donde tirotearon a un guardia de la cárcel. Durante el verano de 1970, Schubert junto a otros veinte activistas, recibe adiestramiento militar en un campo de Fatah en Jordania. Sus seudónimos en la RAF fueron "Irene" y "Nina". Entre el verano y el otoño de 1970, Schubert participó en, al menos, tres asaltos a entidades bancarias. 
El 8 de octubre de 1970, Schubert fue detenida junto a los activistas Horst Mahler, Brigitte Asdonk e Irene Goergens en la calle Knesenbeck de Berlín. En abril de 1970, Schubert es condenada a 13 años de prisión por participar en la liberación de Baader, intento de asesinato y numerosos atracos bancarios. Durante su encarcelamiento, participa en varias huelgas de hambre. 
Existen varios intentos de comandos de la RAF por liberarla de su encarcelación tanto a ella, como al resto de sus compañeros. Uno de estas tentativas fue en junio de 1976, por un comando que secuestró un avión entre París y Tel Aviv, y la siguiente con el secuestro del jefe de la patronal Hanns Martin Schleyer. Esta última acción es la que desencadena lo que se ha dado en conocer como el Otoño Alemán, y más en concreto la llamada ‘noche de la muerte de Stammheim’. El final de este episodio, según el relato de la prisión de máxima seguridad, es que Andreas Baader, Gudrun Ensslin, y Jan Carl Raspe se suicidan e Irmgard Möller sobrevive al intento. 
El 12 de noviembre de 1977, sólo dos semanas después de la muerte en prisión de sus compañeros, Ingrid Schubert aparece ahorcada en su celda con una sábana sujeta a los barrotes de la ventana en la cárcel de Munich-Stadelheim. Como el del resto de sus compañeros, su nombre también figuraba en la lista de prisioneros de los cuales el comando Siegfried Hausner exigía la liberación. Cabe mencionar que dos días antes de su muerte, había recibido visita de su abogado y comentando lo sucedido en Stammheim, Schubert afirmó que ella no tenía ninguna intención de poner fin a sus días. Pero incluso esta declaración será utilizada como argumento de los que sostienen la tesis del suicidio. 
Citando a su compañera Astrid Proll, se la considera ‘la olvidada de la RAF’. Esto se debe a que entre los medios que sostienen la versión del suicidio, su caso siempre ha sido relegado al silencio, por lo que no adquiere dimensión explicativa. Mientras tanto entre su gente siempre fue recordada. 
En 1986, un comando de la RAF, que acabó con la vida de Gerold von Braunmühl, se pone su nombre: ‘comando Ingrid Schubert’.
Su nombre fue expresamente mencionado como digno de agradecimiento y respeto en la declaración final de disolución de la Fracción del Ejército Rojo, datada en marzo de 1998 y recibida por varias agencias de prensa el 20 de abril de 1998.